# NGC 815
NGC 815 ist ein interagierendes Galaxienpaar im Sternbild Walfisch des New General Catalogue. 
Das Galaxienpaar wurde von dem US-amerikanischen Astronomen Ormond Stone im Jahr 1886 mithilfe eines 26-Zoll-Teleskops entdeckt.